# Перепелиця довгопала
Перепелиця довгопала (Dactylortyx thoracicus) — вид куроподібних птахів родини токрових (Odontophoridae).

## Поширення
Вид поширений в Мексиці, Гватемалі, Гондурасі, Белізі та Сальвадорі. Мешкає у відкритих гірських та рівнинних лісах.

## Підвиди
Таксон включає 11 підвидів:
- Dactylortyx thoracicus pettingilli Warner & Harrell, 1957
- Dactylortyx thoracicus thoracicus (Gambel, 1848)
- Dactylortyx thoracicus sharpei (Nelson, 1903)
- Dactylortyx thoracicus paynteri Warner & Harrell, 1955
- Dactylortyx thoracicus devius (Nelson, 1898)
- Dactylortyx thoracicus melodus Warner & Harrell, 1957
- Dactylortyx thoracicus chiapensis (Nelson, 1898)
- Dactylortyx thoracicus dolichonyx Warner & Harrell, 1957
- Dactylortyx thoracicus salvadoranus Dickey & van Rossem, 1928
- Dactylortyx thoracicus fuscus Conover, 1937
- Dactylortyx thoracicus conoveri Warner & Harrell, 1957